# Cornelia Blasberg
Cornelia Blasberg (* 1955) ist eine deutsche Literaturwissenschaftlerin.

## Leben
Nach dem Studium der Germanistik und Politikwissenschaft an den Universitäten Marburg und Tübingen, der Promotion 1983 an der Universität Tübingen und der Habilitation 1996 war sie von 2003 bis 2021 Professorin für Neuere Deutsche Literaturwissenschaft an der WWU Münster.

## Schriften (Auswahl)
- Krise und Utopie der Intellektuellen. Kulturkritische Aspekte in Robert Musils Roman „Der Mann ohne Eigenschaften“. Akademischer Verlag Heinz, Stuttgart 1984, ISBN 3-88099-144-8.
- Robert Musil in Stuttgart. Verwirrungen eines Ingenieurs 1902–1903. Deutsche Schillergesellschaft, Marbach am Neckar 1993, ISBN 3-928882-55-4.
- Karl Wolfskehl und Kiechlinsbergen. „Sprechen die Steine?“. Deutsche Schillergesellschaft, Marbach am Neckar 1995, ISBN 3-929146-33-9.
- Erschriebene Tradition. Adalbert Stifter oder das Erzählen im Zeichen verlorener Geschichten. Rombach, Freiburg im Breisgau 1998, ISBN 3-7930-9164-3.